# بانک مرکزی کوبا
بانک مرکزی کوبا (اسپانیایی: Banco Central de Cuba‎ , BCC) بانک مرکزی کشور کوبا است. این بانک در سال ۱۹۹۷ ایجاد شد تا بسیاری از وظایف بانک ملی کوبا را عهده‌دار شود (اسپانیایی: Banco Nacional de Cuba‎) عهده‌دار شود که در سال ۱۹۴۸ تأسیس شد.
رئیس فعلی بانک مارتا سابینا ویلسون گونزالس است.

## سازمان
ریاست این بانک بر عهده یک رئیس واحد با پنج نایب رئیس است.

## روسا
روسای بانک ملی کوبا و بانک مرکزی کوبا به شرح زیر هستند:
- فیلیپه پازوس، ۱۹۵۰ - آوریل ۱۹۵۲[۵]
- خواکین مارتینز سانز، آوریل ۱۹۵۲ - ۱۹۵۸[۶]
- فیلیپه پازوس، ژانویه ۱۹۵۹ - نوامبر ۱۹۵۹[۵]
- چه گوارا، ۲۶ نوامبر ۱۹۵۹ - ۱۹۶۱[۷]
- رائول سپرو بونیلا، ۱۹۶۱-۱۹۶۲[۸]
- اورلاندو پرز رودریگز، ۱۹۶۲ - ۱۹۷۳[۹]
- رائول لئون تورس، ۱۹۷۳ - ۱۹۸۵[۱۰]
- هکتور رودریگز لومپارت، ۱۹۸۵ - ۱۹۹۵[۱۱]
- فرانسیسکو سوبرون والدس، ۱۹۹۵ - ۲۰۰۸[۱۲]
- ارنستو مدینه ویلاویران، ۲۰۰۹ - ۲۰۱۷[۱۳]
- ایرما مارگاریتا مارتینز کاستریلون، ۲۰۱۷–۲۰۲۰
- مارتا سابینا ویلسون گونزالس، از ۳۱ ژانویه ۲۰۲۰[۱۴]